# Spanische Badmintonmeisterschaft 1986
Die Spanische Badmintonmeisterschaft 1986 fand vom 2. bis zum 4. Mai 1986 in Murcia statt. Es war die fünfte Austragung der nationalen Titelkämpfe von Spanien im Badminton.

## Die Sieger und Platzierten
| Disziplin    | Gold                                       | Silber                                | Bronze                               |
| ------------ | ------------------------------------------ | ------------------------------------- | ------------------------------------ |
| Herreneinzel | Enrique Ruiz                               | Juan Amaro                            | José Luis Carballido                 |
| Dameneinzel  | Margarita Miguelez                         | Aída Rodríguez                        | María Jesús Rodríguez                |
| Herrendoppel | Pedro V. Blach Enrique Lago                | Enrique Ruiz Carlos González          | Bernardo Galmes J. M. Alvarez        |
| Damendoppel  | Margarita Miguelez María Carmen Filgueiras | María Jesús Rodríguez C. Pose         | Aída Rodríguez Aída Carballal        |
| Mixed        | Enrique Lago Mari Carmen Costas            | Carlos González María Jesús Rodríguez | F. Silvestre María Carmen Filgueiras |